# Um Peixe Chamado Wanda
A Fish Called Wanda (pt/br: Um Peixe Chamado Wanda ) é um  filme anglo-americano, de 1988, do gênero de comédia de assalto.
O filme foi muito elogiado pela crítica, recebendo 93% de aprovação no Rotten Tomatoes e recebendo 3 indicações ao Oscar,
vencendo na categoria de Melhor Ator Coadjuvante por Kevin Kline.

## Sinopse
Em Londres, quatro pessoas muito diferentes se unem para cometer assalto à mão armada e, em seguida, a tentativa de realizar outro saque em joias.
George Francis Thomason (Tom Georgeson) planeia um roubo de jóias no valor de 13 milhões de libras. Sua namorada, Wanda Gerschwitz (Jamie Lee Curtis), apresenta Otto (Kevin Kline) para George e Ken (Michael Palin), outro integrante da quadrilha. 
Wanda diz que Otto é seu irmão quando na verdade é seu amante, muito ciumento. 
O roubo é um sucesso, Wanda e Otto denunciam George e vão pegar as jóias onde supostamente foram guardadas, mas nada encontram. Wanda se envolve então com o advogado de George, Archie Leach (John Cleese), que afirma saber onde o tesouro foi escondido.

## Elenco
- John Cleese como Archibald "Archie" Leach
- Jamie Lee Curtis como Wanda Gershwitz
- Kevin Kline como Otto West
- Michael Palin como Ken
- Maria Aitken como Wendy
- Tom Georgeson como George

## Prêmios
| Prêmio / Ano                          | Categoria                                          | Recipiente                                         | Resultado |
| ------------------------------------- | -------------------------------------------------- | -------------------------------------------------- | --------- |
| Oscar 61ª Edição (1989)               | Melhor Diretor                                     | Charles Crichton                                   | Indicado  |
| Oscar 61ª Edição (1989)               | Melhor Ator Coadjuvante                            | Kevin Kline                                        | Venceu    |
| Oscar 61ª Edição (1989)               | Melhor Roteiro Original                            | John Cleese & Charles Crichton                     | Indicado  |
| American Film Institute               | 100 Years... 100 Laughs (100 Anos... 100 Comédias) | 100 Years... 100 Laughs (100 Anos... 100 Comédias) | 21º Lugar |
| BAFTA 42ª Edição (1989)               | Melhor Filme                                       | Melhor Filme                                       | Indicado  |
| BAFTA 42ª Edição (1989)               | Melhor Diretor                                     | Charles Crichton                                   | Indicado  |
| BAFTA 42ª Edição (1989)               | Melhor Ator                                        | John Cleese                                        | Venceu    |
| BAFTA 42ª Edição (1989)               | Melhor Ator                                        | Kevin Kline                                        | Indicado  |
| BAFTA 42ª Edição (1989)               | Melhor Atriz                                       | Jamie Lee Curtis                                   | Indicado  |
| BAFTA 42ª Edição (1989)               | Melhor Ator Coadjuvante                            | Michael Palin                                      | Venceu    |
| BAFTA 42ª Edição (1989)               | Melhor Roteiro Original                            | John Cleese & Charles Crichton                     | Indicado  |
| BAFTA 42ª Edição (1989)               | Melhor Edição                                      | John Jymson                                        | Indicado  |
| Golden Globe Awards 46ª Edição (1989) | Melhor Filme - Comédia ou Musical                  | Melhor Filme - Comédia ou Musical                  | Indicado  |
| Golden Globe Awards 46ª Edição (1989) | Melhor Ator - Comédia ou Musical                   | John Cleese                                        | Indicado  |
| Golden Globe Awards 46ª Edição (1989) | Melhor Atriz - Comédia ou Musical                  | Jamie Lee Curtis                                   | Indicado  |